# 吾輩の部屋である
『吾輩の部屋である』（わがはいのへやである）は、田岡りきによる日本の漫画、およびそれを原作としたテレビドラマ。小学館の漫画雑誌『ゲッサン』2015年5月号（2015年4月12日発売）より2018年3月号（2018年2月10日発売）まで連載された。
メディアミックスとして、2017年9月19日から11月21日まで日本テレビ「シンドラ」枠にてテレビドラマ化された。

## 概要
1Kのアパートで一人暮らしをする男子大学院生が日常の出来事についてあれこれ考察する、「哲学系部屋コメディ」である。全編を通して登場人物は主人公の鍵山哲郎と家具のみで、他の人物は名前以外出てこない。また、舞台も自宅の中だけで完結している。
作者の田岡りきは、京都精華大学芸術学部在学中の2009年に「第5回ゲッサン新人賞」佳作を受賞。2014年に『ゲッサンmini』において『確かめにいこう』でデビューした。この『吾輩の部屋である』は、作者の初の連載漫画である。主人公は田岡と同じく和歌山県出身の設定である。
2017年8月にテレビドラマ化を発表。田岡は連載を終わらせる予定で最終回に向けての打ち合わせを行っていたが、これにより連載を継続させることとなった。9月にテレビドラマの主演は菊池風磨（Sexy Zone）であることが、そのほかに「家具の声」を演じるキャストと合わせて発表された。

## あらすじ
都内の1Kアパート「ヒノデ荘」で一人暮らす大学院1年生の鍵山哲郎は、自宅や身の回りで次々起こる些細な出来事を哲学的に考えて暮らしていた。その傍らで同じ研究室に所属する植村さんのことが気になっており、日常の合間を縫い告白に向けた作戦を着々と練るが、ある日自宅を訪れた植村さんの帰り際に「好きです」と声をかけたところ、あっさり受け入れられる。しかし、まもなくしてフィールドワークのため群馬へ行くよう教授から命じられ、補助として付けられた学部4年の東山と共に群馬へ赴く。
群馬では一人暮らしにもかかわらず2DKの一軒家を提供されるが、植村さんとは遠距離恋愛になった上、車がないと生活もままならない地域で、唯一の頼りは運転免許を持つ東山だけだった。2人は着々と研究を進めるが、男女二人でいることから研究室であらぬ噂が立っていることを知り、哲郎は先輩後輩の関係とはいえ東山と馴れ馴れしくしすぎたことを後悔する。紆余曲折を経て植村さんに釈明するが、実際は同期らが哲郎を脅すために仕掛けた罠で、実際のところ植村さんは特に気にしていなかった。それでもなお哲郎は、博士課程への進学を決めた植村さんや、就活を終えた吉田を見ては、運転免許すら持っておらず、いつ東京に戻れるかも分からない自身の行く末を案じずにはいられなかった。
ところがある日、研究室の人手不足を理由に、哲郎は後輩の湯川と入れ替わりに東京へ戻ることになる。一安心したのも束の間、研究室の人手不足は植村さんがドイツの大学へ入学することによるものだった。哲郎は突然の「帰還命令」や、更なる遠距離恋愛となることに大きく動揺しつつも、論文を完成させ、大阪の企業からも内定をもらう。
論文の執筆で溜まっていた「やりたかったこと」を消化していくだけの日々が続く中、哲郎は冬休みで一時帰国していた植村さんと共に箱根旅行へ行くことにするが、その前日、哲郎は植村さんを家に招いてある事実を報告する――実は修士1年の時に必修の単位を落としたまま放置していたため、留年が確定し、内定も取り消されていたのだった。「そんなことは一旦忘れて、旅行は楽しもう」と言う哲郎に、植村さんは「そうですね」と一言だけ返す。家にティーバッグがなかったことに気付いた哲郎は、植村さんと手をつないでコンビニへ赴く。

## 登場人物
鍵山哲郎（かぎやま てつろう）〈23〉
和歌山県出身の大学院生（工学部河川工学科修士1年）。東京では1Kアパート「ヒノデ荘」で暮らしていたが、研究のため転居した群馬では2DKの一軒家で一人暮らしをする。眼鏡をかけており、自宅ではTシャツにジャージのズボン姿で過ごしている。自宅に一人でいる間は、シンクにくっつかなくなった吸盤の復活方法や、周囲の人間関係をどう取り繕うかなどといった日常の些細な問題を哲学的に考えて過ごしている。一方で、学業にはやや消極的な姿勢を取る。
東京にいる間に同期の女性植村さんと恋仲になるが、まもなく研究室の教授から群馬への転居を命じられ、後輩の東山と共に川の測量に明け暮れる日々を送る。この他、高校からの友人で常に連絡を取り合っている吉田や、恐れている川崎先輩の名前も作中に登場する。
家具
哲郎の自宅にある家具で、事あるごとに哲郎へツッコミを入れているが、会話を交わしているわけではない。作中に登場するのは、テレビの横に置かれたカバの置物、天井の照明（吊り下げ灯）、リビングのラックに置かれた瓶たち、台所の炊飯器である。物語の後半では、植村さんが群馬に転居する哲郎にお守りとして託したカエルの置物が床の間に置かれ、度々哲郎を見守るような描写があるが、ふきだしは付けられていない。

## 書誌情報
- 田岡りき 『吾輩の部屋である』小学館〈ゲッサン少年サンデーコミックス〉、全6巻
  1. 2015年11月12日発売[8]、ISBN 978-4-09-126618-7
  2. 2016年6月10日発売[9]、ISBN 978-4-09-127255-3
  3. 2016年12月12日発売[10]、ISBN 978-4-09-127470-0
  4. 2017年5月12日発売[11]、ISBN 978-4-09-127622-3
  5. 2017年9月12日発売[12]、ISBN 978-4-09-127827-2
  6. 2018年4月12日発売[13]、ISBN 978-4-09-128262-0

## テレビドラマ
2017年9月19日（18日深夜）から11月21日（20日深夜）まで、日本テレビ『シンドラ』枠で放送。菊池風磨は連続ドラマ初主演となる。主題歌「ぎゅっと」（Sexy Zone）は、菊池が作詞を担当した。
1放送につき3話構成で、それぞれ原作の1～2話分に相当する。ほぼ原作と同じ台詞・ストーリー展開だが、最終回が原作完結前であったため、哲郎が群馬に転居した以降は話の順序が入れ替えられ、あらすじも若干異なっている。また、原作では喋らなかった家具にも台詞が付けられている。

### キャスト
- 鍵山哲郎 - 菊池風磨（Sexy Zone）

登場人物は哲郎のみだが、植村さんや東山などの周辺人物も原作と同様に度々名前が出てくる。

#### 声の出演
レギュラー
- カバの置物 - 林家木久扇
- 炊飯器 - 賀来千香子
- 照明 - ミッツ・マングローブ
- ビンたち - 山寺宏一
- カエルの置物 - 増田明美（#7 - 10）

ゲスト
- 和式トイレ - 白石加代子（#2, 5, 6）
- 換気扇 - 佐野史郎（#2, 3, 6）
- 洗濯機 - 児嶋一哉（アンジャッシュ・#3）
- 靴下 - 宇梶剛士（#4）
- シャワーノズル - 鈴木福（#5）
- 自転車 - 佐藤勝利（Sexy Zone・#6）

植村さんが哲郎に修理を頼み、自宅へ持ち込まれた自転車。
- 洋式トイレ - マリウス葉（Sexy Zone・#7）
- 運転教本 - 松島聡（Sexy Zone・#8）
- 恐怖番組・スタンプ - 稲川淳二（#8）

哲郎がテレビを点けたときに流れていた番組（本人出演）と、その際に吉田がメッセンジャーアプリで送ってきたスタンプ。
- 大きな石 - 中島健人（Sexy Zone・#9）

川の測量の際に発見し、東山と一緒に哲郎の自宅に持って帰ってきたもの。

### スタッフ
- 原作 - 田岡りき『吾輩の部屋である』（小学館）
- 脚本 - 川邊優子
- 演出 - 浅見真史、大倉寛子、岡野正広
- プロデューサー - 三上絵里子、長松谷太郎、松山雅則
- 音楽 - 若林タカツグ
- 主題歌 - Sexy Zone「ぎゅっと」（ポニーキャニオン）
- 制作 - 田中宏史
- 制作プロダクション - トータルメディアコミュニケーション
- 制作著作 - 日本テレビ、ジェイ・ストーム

### 結末
放送終了当時、原作は未完（単行本最新刊である第5巻には第87話まで収録）で、テレビドラマ版の最終回は原作の第74・76・77話にオリジナルエピソードを加えたものとなっており、第73話以降の一部回は#7 - #9にて最終回につながるよう再構成されている。哲郎が東山と親しくしていることに植村さんが怒っているという噂を吉田から聞く（原作第73話・ドラマ#9）ところまでは同じだが、原作ではその後「許しを請おうとザッハトルテを作る話（第74話）」「植村さんが博士課程進学決定を伝える電話の中で誤解を弁明する話（第77話）」「川で見つけた巨石を持ち帰るときに東山に無茶させたことを詫びる話（第82話）」が独立して出てくる。
一方、テレビドラマ版では、吉田から噂を聞いた後の調査で巨石を持ち帰り、その際自宅でシャワーを浴びる東山に「勘違い」をさせたことを詫びる。そしてその直後、植村さんから「群馬へ行く」というメールが届く（#9-C）。仲直りをしようとザッハトルテを作っている途中に植村さんにメールを送るが、遊びに行くわけではない旨の返信が来たことで、哲郎は別れ話のために群馬に来るものと勘違いする（#10-A）。狼狽する哲郎の元に植村さんから原作と同じ内容の電話がかかってくるが、弁明を終えたところで電話が切れてしまい、より一層慌てる（#10-B）。植村さんが群馬に来る日、吉田と東山から研究室一同で哲郎の家に行くという連絡が入る。一度は断るが、実は忘れていたフィールドワークの全体発表のためであり、植村さんもそのために群馬へ来ていた。最終的に全体発表は成功を収め、その晩に教授から東京で次の調査場所を検討しようという連絡が入る。突如差した光明に哲郎は植村さんとの今後を想像し、幸せの中、ヒノデ荘へ戻る。

### 放送日程
サブタイトルはいずれも公式サイトより。
| 放送回     | サブタイトル（原作話）                                                                                             | 放送日   | 演出     |
| ---------- | --- | -------- | -------- |
| #1         | 吸盤に関する考察ならびにホコリの発生原因について（第1・2話）ラッキーとは何か？（第5話）難読メール解析（第3・18話） | 09月19日 | 浅見真史 |
| #2         | こけしと空間演出に関する考察（第4・15話）料理の支配要因（第7話）飲み会構成員に関する推察（第16話）                 | 09月26日 | 大倉寛子 |
| #3         | 新旧フライパン・対照実験（第29話）デートとは何か？（第9話）部屋干し法・新提案（第10話）                            | 10月03日 | 岡野正弘 |
| #4         | 異空間とトングの使用法について（第37話）たこ焼き祭りディスカッション（第39話）山間部斜面再現の試み（第38話）       | 10月10日 | 浅見真史 |
| #5         | 長期外出のための諸処理（第28話）個人情報入手作戦（第35話）有事マニュアルとその利用法（第52・54話）                 | 10月17日 | 大倉寛子 |
| #6         | 植村さんチTEL攻略チャート（オリジナル）運勢とその指標に関する考察（第55話）言葉の熱量について（第57話）            | 10月24日 | 岡野正弘 |
| #7         | 新居フィールドワーク（第58・59話）先輩後輩とその位置関係（第60・61話）強制的同居者との住み分け（第81話）           | 10月31日 | 浅見真史 |
| #8         | 心理状態と行動範囲の変化（オリジナル）デート準備計画（第79話）地域性を考慮した物資購入（第80話）                   | 11月07日 | 大倉寛子 |
| #9         | 遠距離通信とその満足度（第67話）社会的ステータスに関する考察（第70・84話）巨石の処遇に関する提案（第82話）         | 11月14日 | 大倉寛子 |
| #10 （終） | 洋菓子作製プロセスの妥協案（第74話）奇怪メール状況分析（第76・77話）果てなき恋愛定義の終末（オリジナル）           | 11月21日 | 浅見真史 |

### 放送局
| 放送期間                 | 放送時間                      | 放送局         | 対象地域   | 備考   |
| ------------------------ | ----------------------------- | -------------- | ---------- | ------ |
| 2017年9月19日 - 11月21日 | 火曜 0:59 - 1:29 （月曜深夜） | 日本テレビ     | 関東広域圏 | 制作局 |
| 2017年9月28日 -          | 木曜 1:43 - 2:13（水曜深夜）  | 中京テレビ     | 中京広域圏 |        |
| 2017年10月3日 -          | 火曜 2:04 - 2:34（月曜深夜）  | 福岡放送       | 福岡県     |        |
| 2017年10月7日 -          | 土曜 1:30 - 2:00（金曜深夜）  | 静岡第一テレビ | 静岡県     |        |
| 2017年10月8日 -          | 日曜 1:20 - 1:50（土曜深夜）  | 青森放送       | 青森県     |        |
| 2018年6月17日 -          | 日曜 1:25 - 1:55（土曜深夜）  | 高知放送       | 高知県     |        |

| 日本テレビ シンドラ                      | 日本テレビ シンドラ                           | 日本テレビ シンドラ                            |
| 前番組                                   | 番組名                                        | 次番組                                         |
| ---------------------------------------- | --------------------------------------------- | ---------------------------------------------- |
| 孤食ロボット （2017年6月20日 - 8月22日） | 吾輩の部屋である （2017年9月19日 - 11月21日） | 卒業バカメンタリー （2018年1月23日 - 3月27日） |